# 1036 (numero)
Milletrentasei (1036) è il numero naturale dopo il 1035 e prima del 1037.

## Proprietà matematiche
- È un numero pari.
- È un numero composto da 12 divisori: 1, 2, 4, 7, 14, 28, 37, 74, 148, 259, 518, 1036. Poiché la somma dei suoi divisori (escluso il numero stesso) è 1092 > 1036, è un numero abbondante.
- È un numero semiperfetto in quanto pari alla somma di alcuni (o tutti) i suoi divisori.
- È un numero odioso.
- È un numero pratico.
- È un numero poligonale centrale.
- È parte delle terne pitagoriche (336, 980, 1036), (777, 1036, 1295), (1036, 1173, 1565), (1036, 1665, 1961), (1036, 2640, 2836), (1036, 3552, 3700), (1036, 5427, 5525), (1036, 7215, 7289), (1036, 9555, 9611), (1036, 19152, 19180), (1036, 38325, 38339), (1036, 67077, 67085), (1036, 134160, 134164), (1036, 268323, 268325).

## Astronomia
- 1036 Ganymed è un asteroide near-Earth.
- NGC 1036 è una galassia nella costellazione dell'Ariete.
- IC 1036 è una galassia situata nella costellazione di Boote.

## Astronautica
- Cosmos 1036 è un satellite artificiale russo.